# Allersberg

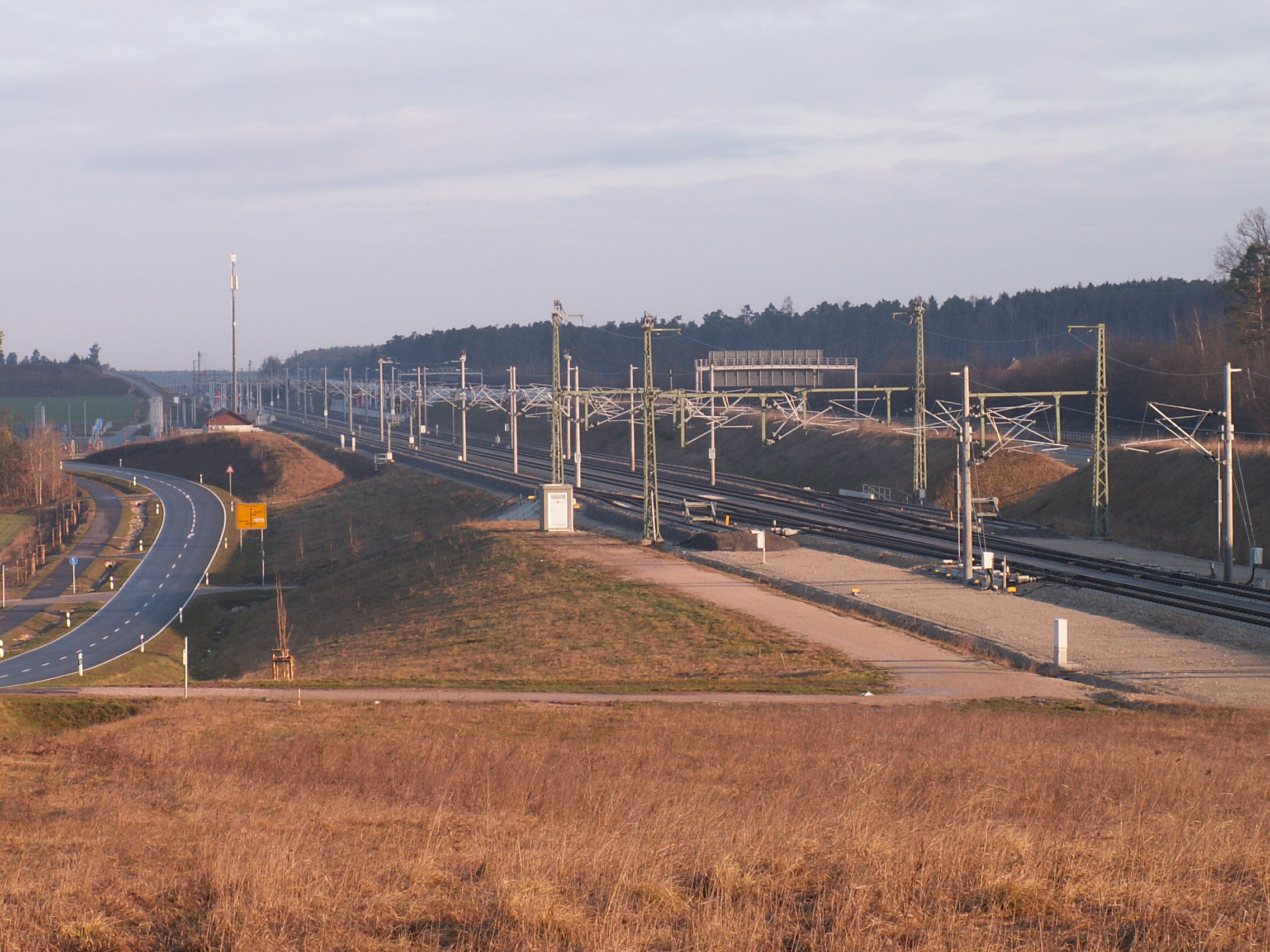
Allersberg train station.

Allersberg là một đô thị ở huyện Roth, bang Bayern, Đức.